# 山梨県道25号甲斐中央線
山梨県道25号甲斐中央線（やまなしけんどう25ごう かいちゅうおうせん）は、山梨県甲斐市から中央市に至る県道（主要地方道）である。

## 概要
中央本線竜王駅前や、釜無工業団地の中を走る道路であり、竜王駅へのアクセスに用いられる。そのため、駅前の区間は渋滞が頻発し、交通に困難を生じていたため、竜王駅前区間を迂回するためのバイパスを建設中である。
かつては敷島田富線であったが、2004年（平成16年）9月1日に山梨県中巨摩郡敷島町が合併により甲斐市に、2006年（平成18年）2月20日に中巨摩郡田富町が合併により中央市になったことに伴い、路線名が現在の甲斐中央線に変更された。

### 路線データ
- 起点：山梨県甲斐市中下条（山梨県道6号甲府韮崎線交点、山梨県道101号敷島竜王線終点）
- 終点：山梨県中央市布施（山梨県道3号甲府市川三郷線交点）
- 延長：約8.5 km

## 歴史
- 1993年（平成5年）5月11日 - 建設省から、県道敷島田富線が敷島田富線として主要地方道に指定される[2]。
- 2010年（平成22年）9月17日 - 田富町敷島線立体工区（旧国道52号交点甲斐市大下条（中央自動車道南側） - 国道52号交点甲斐市名取）供用開始[3][注 1]。
- 2023年（令和5年）12月22日 - 田富町敷島線富竹Ⅰ期工区（国道52号交点真福寺入口交差点 - 国道20号交点山県神社北交差点間）供用開始[4][注 2]。

## 路線状況

### 重複区間
- 国道20号（甲斐市富竹新田・山県神社北交差点 - 甲斐市竜王・竜王駅入口交差点）
- 山梨県道3号甲府市川三郷線（中巨摩郡昭和町上河東・常永小学校南交差点 - 中央市布施、終点）

## 地理

### 通過する自治体
- 甲斐市
- 中巨摩郡昭和町
- 中央市

### 交差する道路
- 山梨県道6号甲府韮崎線・山梨県道101号敷島竜王線（甲斐市中下条・西町交差点、起点）
- 国道52号（甲斐市名取・真福寺入口交差点）
- 国道52号（甲斐市竜王新町・竜王駅南交差点）
- 国道20号（甲斐市竜王・竜王駅入口交差点）
- 山梨県道25号甲斐中央線 支線（甲斐市西八幡・玉幡小学校入口交差点）
- 山梨県道5号甲府南アルプス線 バス通り（甲斐市西八幡・西八幡交差点）
- 山梨県道5号甲府南アルプス線 廃軌道（甲斐市西八幡・玉幡交差点）
- 山梨県道5号甲府南アルプス線 アルプス通り（甲斐市西八幡・西八幡南交差点）
- 山梨県道3号甲府市川三郷線（中巨摩郡昭和町飯喰・飯喰東交差点）
- 山梨県道3号甲府市川三郷線（中巨摩郡昭和町上河東・常永小学校南交差点）
- 山梨県道3号甲府市川三郷線（中央市布施、終点）

支線
- 山梨県道25号甲斐中央線（甲斐市西八幡・玉幡小学校入口交差点）
- 山梨県道5号甲府南アルプス線 バス通り（甲斐市西八幡・下八幡交差点）
- 山梨県道5号甲府南アルプス線 廃軌道（甲斐市西八幡・玉幡西交差点）
- 山梨県道5号甲府南アルプス線 アルプス通り（甲斐市西八幡・竜王西小北交差点）
- 山梨県道3号甲府市川三郷線（中巨摩郡昭和町飯喰・釜無工業団地入口交差点）

### 沿線にある施設など
- 甲斐市立敷島南小学校
- 竜王駅
- 甲斐市役所 竜王庁舎
- 甲斐市立竜王小学校
- 甲斐市立竜王中学校
- 甲斐市立玉幡小学校
- 甲斐市立竜王西小学校
- 山梨県立農林高等学校
- 釜無工業団地
- 昭和町立常永小学校
- 常永駅